# 1953-as magyar férfi vízilabda-bajnokság (első osztály)
Az 1953-as magyar férfi vízilabda-bajnokság a negyvenhetedik magyar vízilabda-bajnokság volt. A bajnokságban tíz csapat indult el, a csapatok két kört játszottak.
A Bp. Bástya új neve Bp. Vörös Lobogó lett.

## Tabella
| #   | Csapat           | M  | Gy | D | V  | G+ | G-  | P  |
| --- | ---------------- | -- | -- | - | -- | -- | --- | -- |
| 1.  | Bp. Vasas        | 18 | 13 | 5 | 0  | 79 | 35  | 31 |
| 2.  | Bp. Dózsa        | 18 | 12 | 3 | 3  | 82 | 40  | 27 |
| 3.  | Bp. Vörös Lobogó | 18 | 12 | 3 | 3  | 60 | 34  | 27 |
| 4.  | Szolnoki Dózsa   | 18 | 11 | 3 | 4  | 67 | 35  | 25 |
| 5.  | Bp. Honvéd       | 18 | 8  | 6 | 4  | 76 | 40  | 22 |
| 6.  | Bp. Kinizsi      | 18 | 8  | 1 | 9  | 74 | 62  | 17 |
| 7.  | Egri Fáklya      | 18 | 5  | 4 | 9  | 58 | 73  | 14 |
| 8.  | Szegedi Dózsa    | 18 | 1  | 4 | 13 | 33 | 76  | 6  |
| 9.  | Vasas Izzó       | 18 | 2  | 2 | 14 | 32 | 115 | 6  |
| 10. | Bp. Lokomotív    | 18 | 1  | 3 | 14 | 34 | 85  | 5  |

* M: Mérkőzés Gy: Győzelem D: Döntetlen V: Vereség G+: Dobott gól G-: Kapott gól P: Pont

## II. osztály
Budapest: 1. Vasas GD Hajógyár 33, 2. Fáklya Opera 33, 3. Bp. Szikra 20, 4. III. ker. Vörös Lobogó 20, 5. Bp. Haladás 18, 6. Bp. Előre 15, 7. Vasas MÁVAG 13, 8. Csepeli Vasas 13, 9. Előre MÁVAUT 8, 10. Bp. Vörös Meteor 7 pont
Osztályozó: 1. Fáklya Opera 6, 2. Vasas GD Hajógyár 4, 3. Tatabányai Bányász 2, 4. Szentesi Kinizsi 0 pont